# Bram Rouwen
Bram Rouwen (Vierakker, 4 april 1985) is een Nederlandse atleet, die is gespecialiseerd in de 1500 m. Tegenwoordig heeft hij een advies- en organisatiebureau in Zwolle.

## Biografie
Zijn beste prestatie tot nu toe is het winnen van de nationale seniorentitel op de 1500 m tijdens de Nederlandse kampioenschappen op 1 juli 2007 in Amsterdam. Rouwen won dit evenement in 4.08,08 als outsider, aangezien Gert-Jan Liefers was verhinderd wegens te weinig conditie na een kuitblessure. 'Dat wordt feest bij ons in het dorp', reageerde een dolblije Rouwen na zijn race.
Een jaar eerder werd Bram Rouwen op de NK nog in de series uitgeschakeld na een achtste plaats in 4.09. In de winter 2005/2006 werd hij geopereerd aan zijn enkelgewricht na een lange blessureperiode.
Enkele weken voor de NK was Rouwen tijdens de Papendal Games op de 1500 m nog als vijfde geëindigd achter ploeggenoot Maarten van den Heuvel, overigens in een nieuwe persoonlijke recordtijd van 3.49,69. In augustus stelde hij dit p.r. bij een wedstrijd in Uden verder bij tot 3.48,03.
Bram Rouwen is aangesloten bij atletiekvereniging AV Hanzesport in Zutphen.

## Nederlandse kampioenschappen
| Onderdeel | Jaar |
| --------- | ---- |
| 1500 m    | 2007 |

## Persoonlijke records
| Onderdeel | Prestatie | Datum           | Plaats |
| --------- | --------- | --------------- | ------ |
| 800 m     | 1.54,32   | 9 juni 2007     | Leiden |
| 1500 m    | 3.48,03   | 4 augustus 2007 | Uden   |

## Palmares

### 1500 m
- 2007:  LTB Recordwedstrijden te Hoorn - 3.56,42
- 2007:  Twente Atletiek te Hengelo - 3.50,03
- 2007:  NK - 4.08,08
- 2010: 6e NK - 3.49,36
- 2014: 10e NK - 3.58,35

### 8 km
- 2010:  Acht van Apeldoorn - 24.27